# Fromage de Herve
Le fromage de Herve est un fromage belge, du territoire de l'Entre-Vesdre-et-Meuse, nommé pays de Herve, et portant le nom de la ville principale de cette région.
Dans le langage courant, on le nomme simplement « Herve » : Herve piquant, Herve doux etc. Il a une variante, plus riche et crémeuse, le Remoudou.
En wallon hervien, froûmatch di Hèf.
Il est fabriqué depuis le XIIIe siècle, date à laquelle remontent les premiers écrits sur ce produit.
Le fromage de Herve bénéficie depuis 1996 de l'appellation d'origine protégée. Il est le seul fromage à être protégé par ce label européen en Belgique. Cette appellation garantit le fait qu'il doit être produit dans le pays de Herve avec du lait de cette zone délimitée, tout en respectant des méthodes de fabrication précises et un savoir-faire reconnu.

## Histoire
Le fromage de Herve est le résultat d’une recherche menée à la fin du Moyen Âge par les éleveurs qui souhaitaient ainsi conserver jusqu’au début de l’hiver certaines productions excédentaires de lait en faisant  fermenter la traditionnelle maquée (fromage blanc).
Sous Charles Quint, il fut interdit d’exporter le blé aux Pays-Bas des Habsbourg et c’est ainsi que, vers le milieu du XVIe siècle, les Herviens furent forcés de transformer une partie de leurs terres en prairies. C’est à partir de cette époque que la production de fromage se diversifia, orientée vers le marché local et la grande exportation. En fonction de variantes qui n’affectent pas fondamentalement leur spécificité, les fromages de Herve étaient connus sous les noms de « remoudou » du wallon remoud', « re-traire les dernières gouttes du pis » (double crème dont la recette fut précisée en 1512), ou « quatre saisons », « biseux », etc.
Cette tradition s'est perpétuée de génération en génération jusqu'à nos jours. Actuellement, trois producteurs fabriquent encore le fromage de Herve, produisant plus de 500 tonnes par an.

## Origine géographique
L’aire géographique de production et d’affinage est délimitée à l'Entre-Vesdre-et-Meuse, au sud par la Vesdre et l’Ourthe, à l’ouest par la Meuse, au nord par la frontière hollandaise, et à l’est par la frontière  allemande.

## Pâte
C'est un fromage à pâte molle à croûte lavée, obtenu à partir de lait de vache cru ou pasteurisé, et fabriqué suivant les procédés en usage dans la région de Herve. Sa forme est cubique ou parallélépipédique et son poids net varie entre 50 et 400 g. Cette dernière forme était utilisée pour le transport au Moyen Âge par les hèvurlins ou haverlings, marchands herviens qui l'échangeaient contre vaches et chevaux dans les foires lointaines d'Allemagne et de Lorraine.

## Saveur
La structure interne du fromage est homogène, ferme, onctueuse et a une teneur en matière grasse dans la matière sèche de 45 % minimum. Lors de la production, le fromage est salé, soit par trempage dans une saumure, soit en les frottant un par un avec du gros sel, le piquant étant davantage salé de manière continue. Chaque fromage est ensuite retourné plusieurs fois : 4 à 5 semaines pour les « doux », 7 à 8 semaines pour les « piquants ».
Le Herve doit son goût à la présence dans le lait de Brevibacterium linens, ou « ferment du rouge », aussi utilisée pour le munster géromé, le maroilles, l'époisses, la fourme de Montbrison, le năsal, le Limbourg (en allemand : Limburger), le fromage de Herve, le Tilsiter et l'Appenzeller.

## Façon de le consommer
Le fromage de Herve se conserve au réfrigérateur sous cloche ou dans un récipient hermétique. Une fois emballé, le fromage de Herve continue d'évoluer. Il s'affine de l'extérieur vers le cœur. Une période d'affinage complémentaire à domicile le rendra d'autant plus mûr et savoureux. Il se déguste traditionnellement avec du sirop de Liège, mais également dans de nombreuses préparations culinaires. Il s'accorde parfaitement avec un verre de cidre, une bière d'abbaye ou une bière artisanale.

## Autres fromages produits à Herve
- Bleu des Moines
- Boû d'Fagne
- Bouquet des Moines
- Délice des Moines
- Remoudou
- Trou d'Sottai